# Болтиере
Болтиѐре (на италиански: Boltiere; на ломбардски: Boltèr, Болтер) е градче и община в Северна Италия, провинция Бергамо, регион Ломбардия. Разположено е на 171 m надморска височина. Населението на общината е 6102 души (към 2018 г.).